# مصطفى عبد الرحمن
مصطفى عبد الرحمن (1 سبتمبر 1915-10 أغسطس 1992) هو شاعر مصري.

## نبذه عن حياته
قدّم مؤلفه الأول عام 1932 بعنوان «وطني»، وقّدّم له الكاتب فكري أباظة. وفي عام 1933 أصدر ديوانه الأول المصطفيات (مستوحى من اسم ديوان الشوقيات لأحمد شوقي). وكان ذلك قبل أن يكمل عامه العشرين. ثم أصدر مجموعة دواوين. منها:
1. لحن الخلود 1933.
2. ليالي الشاطئ 1936.
3. من أغاني الحياة 1939.
4. الربيع 1955.
5. أغنيات من القلب 1987.

كما ألّف عدة كتب منها «الشعر في موسيقى عبد الوهاب».

## نشيد أمة الأمجاد
في أكتوبر 1967، نشرت مجلة العربي قصيدة أمة الأمجاد للشاعر مصطفى عبد الرحمن. فاختارتها الإذاعة المصرية لتغنيها فايزة أحمد من ألحان محمد سلطان. كما قام بتلحينه في السودان كلٌ من محمد حميدة، ويوسف السماني. وأمر الرئيس السوداني جعفر النميري بإذاعتها، وأصبح من الأناشيد المشهورة في السودان. ومن كلمات النشيد:

## أعماله المغناة
- رياض السنباطي أشواق (لحنه).
- ليلى مراد: أروح لمين (لحن محمد عبد الوهاب).
- عبد الحليم حافظ يا إله الكون، وذاك عيد الندى (لحن حسين جنيد) أنت إلهام جديد (لحن د. يوسف شوقي)، وربيع شاعر (لحن محمد الموجي).
- هدى سلطان: رجع الهوى تاني (لحن عبد الوهاب).
- نجاة علي: بلادي (الدم الثائر يفديك) (لحن محمد القصبجي).
- نجاة الصغيرة: عيشي يا بلادي (لحن بليغ حمدي).
- وردة الجزائرية: أبواب الحرية (لحن منير مراد).
- شادية: يا نسر المجد (لحن محمود الشريف)، وغنّي يا قلبي.
- محمد قنديل: هب الشعب اليمني وثار (لحن أحمد صدقي).
- فايزة أحمد: رفرف يا علم وطني (لحن عبد العظيم محمد)، ويا مناراً، ويا أمة الأمجاد (لحن محمد سلطان).
- سعاد محمد: صوت فلسطين (لحن فؤاد حلمي).
- فايدة كامل: من السودان (لحن حسين جنيد)، ودهب القنال دهبي (لحن سيد مكاوي).
- العاقب محمد الحسن: هذه الصخرة (لحنه).
- سعد عبد الوهاب: إنت ويايا.
- سيد إسماعيل: إلى عرفات الله.
- عزيزة جلال: والتقينا (لحن رياض السنباطي).
- نجاح سلام: من جديد بنعلي إيد (لحن إبراهيم فارس).
- المجموعة: النور والحرية (لحن عبد الوهاب).
- المجموعة: نشيد الطيران (نحن جند الفدا) (لحن حسين جنيد).
- المجموعة: يالاّ يا تونس (لحن محمد محسن).
- عبد الهادي بلخياط: الامس القريب (تلحين عبد السلام عامر).[بحاجة لمصدر]

## التكريم
- حاز على جائزة الدولة في الشعر ووسام العلوم والفنون من الطبقة الأولى عام 1980.
- حازت قصيدته «يا حبيب العمر» على الوسام الذهبي، والجائزة الأولى من منظمة البحر الأبيض المتوسط الذي اشتركت فيه عدة دول بينها أربع دول عربية.

## المصدر
مصطفى عبد الرحمن..الشاعر المبدع

## وصلة خارجية
- مصطفى عبد الرحمن على موقع قاعدة بيانات الأفلام العربية
- مصطفى عبد الرحمن على قاعدة بيانات الأفلام العربية.
- مؤلفات مصطفى عبد الرحمن على جود ريدز.